# Bulso
Bulso (llamada oficialmente San Pedro de Bulso) es una parroquia española del municipio de Sober, en la provincia de Lugo, Galicia.

## Límites
Limita con las parroquias de Gundibós al norte, Brosmos al este, Lobios y Pinol al sur, y Santiorjo y Figueiroá al oeste.

## Organización territorial
La parroquia está formada por once entidades de población, constando nueve de ellas en el nomenclátor del Instituto Nacional de Estadística español:
- Campo (O Campo)
- Lamas de Abaixo
- Lamas de Arriba
- Pacio (O Pacio)
- Piñeiro (O Piñeiro)
- Pipín (Pipín de Abaixo)
- Pipín de Arriba
- Sante (Sante de Abaixo)
- Sante de Arriba
- Torre (A Torre)
- Vilameá

## Demografía
| Gráfica de evolución demográfica de Bulso entre 2000 y 2021 |
|                                                             |
| Datos según el nomenclátor publicado por el INE.            |